# روبان تسمه‌ای

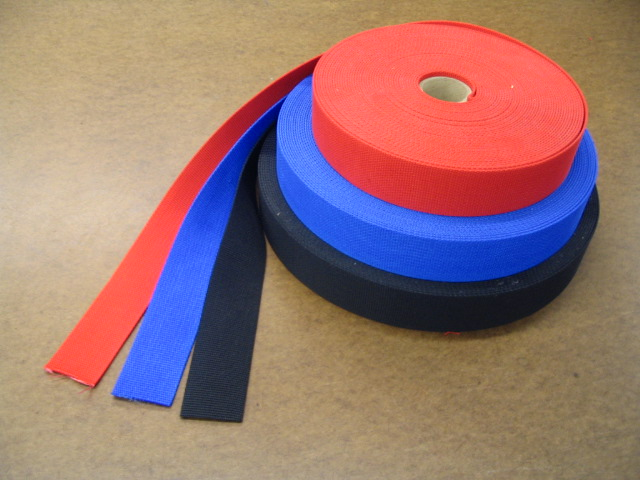
پارچه های نایلونی ۲ اینچی (۵۰ میلی متر) که در رشته های اتومبیل‌رانی استفاده می شود

روبان تسمه‌ای (به انگلیسی: Webbing)یک پارچه قوی بافته شده به عنوان یک نوار تخت یا لوله ای با عرض متفاوت و فیبر است که اغلب به جای طناب استفاده می‌شود. این یک وسیله همه کاره است که در کوهنوردی، بند بازی، ساخت مبلمان، ایمنی خودرو، مسابقات اتومبیل‌رانی، بکسل، چتربازی، لباس نظامی، تأمین بار و بسیاری از زمینه‌های دیگر مورد استفاده قرار می‌گیرد.
در اصل از پنبه یا کتان ساخته شده‌است، بیشتر از الیاف مصنوعی مانند نایلون، پلی پروپیلن یا پلی استر ساخته شده‌است. روبان تسمه‌ای همچنین از مواد فوق العاده با مقاومت بالا مانند دایناما و کولار ساخته شده‌است. که هر دو سبک و قوی است.
دو ساختار اساسی در پارچه دوزی وجود دارد. مدل تخت این تسمه یکپارچه جامد است، با کمربند ایمنی و بیشتر کمربندهای کوله پشتی نمونه‌های معمول آن است. مدل لوله ای شامل یک لوله مسطح است و معمولاً در کوهنوردی و صنعت استفاده می‌شود.